# Flörsheim am Main
Flörsheim am Main település Németországban, Hessen tartományban. Lakosainak száma 21 751 fő (2023. december 31.).

## Népesség
A település népességének változása:
| Lakosok száma | 20 623 | 21 260 | 21 572 | 21 671 | 21 851 | 21 751 |
|               | 2015   | 2017   | 2019   | 2021   | 2022   | 2023   |